# Dark Chronicle
Dark Chronicle es un videojuego desarrollado por Level-5 en el año 2002 para PlayStation 2 que cuenta la historia de Max y Mónica, dos chicos con la habilidad de viajar en el tiempo. Su género es el RPG.
El compositor principal, quien crea si no toda, la mayor parte de la banda sonora de este videojuego es el compositor japonés Tomohito Nishiura,el cual, en la fecha de creación del videojuego es el compositor principal de la empresa desarrolladora del juego, Level 5
Es la continuación de Dark Cloud, otro videojuego del año 2001, pero sus historias y personajes son independientes entre sí.

## Historia
La historia comienza con Max (Maximilian), un chico que ha perdido a su madre y que vive con un inventor (Cedric) en Palm Brinks, la ciudad más importante del juego. Todo comienza cuando Max va al circo una noche y descubre que el payaso Flotsan quiere hacerse con las atlamillas, unas piedras que te devuelven al pasado o al futuro, respectivamente, Max tiene una de ellas.
Max logra escapar del payaso con la ayuda de Dony, un chico callejero que le introduce en las alcantarillas.
Max logra vencer finalmente al payaso con la ayuda de un robot y de Mónica, una chica que viene del futuro y que posee otra atlamilla.
Pronto descubren que el verdadero enemigo es en realidad el emperador Griffon, que viene del futuro como Mónica, y que también va tras las atlamillas. Entonces comienzan un viaje para cambiar el presente y derrotar en un futuro diferente a Griffon.

## Personajes
- Max: Vive en Palm Brinks con un inventor llamado Cedric, el también sueña con inventar cosas y con viajar por el mundo. Sus armas son una llave inglesa y una pistola. También inicia su viaje para buscar a su madre, que desapareció cuando él era pequeño.
- Mónica: Era una princesa en el futuro, los secuaces de Griffon entraron en el castillo y Mónica logró escapar al pasado, donde pide ayuda a Max. Sus armas son un brazalete mágico y una espada.
- Griffon: Es el antagonista de la historia, quiere hacerse con las atlamillas de Max y Mónica para controlar el pasado y el futuro. Realmente es de una raza de aspecto semejante al de un conejo de tamaño humanoide que parece bastante débil, aunque después cambia de forma a algo más poderoso y grande, cuando consigue las atlamillas.

## El juego
El juego es un rpg pero también mezcla otros géneros y actividades secundarias para aumentar la duración y aumentar la variedad.
- El georama: El georama consiste en construir en el presente para cambiar el futuro, es una máquina que planta árboles, construye casas y crea ríos. En el juego tienes que construir una serie de cosas con elementos naturales que se compran o se consiguen en las mazmorras. Una vez conseguido Max y Mónica van al futuro para ver los cambios que han hecho, que sirve para avanzar en el juego. También se pueden conseguir otras armas y objetos si el georama se completa al 100%.
- Sfeda: Es un deporte muy parecido al golf, consiste en hacer rebotar una pelota para pasar por un agujero que normalmente está en el aire. Sirve para conseguir objetos secundarios, ya que en el juego esto es opcional.
- Fotografía: Con la cámara es posible hacer fotos a casi todo, a su vez esas fotos te sirven para inventar cosas nuevas. Max usa la cámara para inventar cosas como un acuario o armas especiales, eso sí, fotografiando antes las cosas necesarias.
- La pesca: En el juego es posible pescar en cualquier lugar donde haya agua, los peces los puedes meter en un acuario para cuidarlos o hacerlos presentar a carreras de peces, una divertida actividad secundaria.
- Los trajes: Hay una gran cantidad de trajes diferentes en el juego, son premios o se pueden comprar. Sirven para personalizar los personajes.
- Reclutar: Puedes reclutar a una variedad de compañeros para que se te unan en la aventura, no son controlables pero te prestarán su ayuda en las mazmorras, como bombas gratis, reparar el robot Steve (Ridepod) o rebajas en las tiendas, pero solo puedes llevar a uno. Reclutar a la gente es normalmente difícil, ya que te piden favores.
- Steve: Es el robot de Max, lo puedes controlar en cualquier momento, tiene mucha fuerza, por lo que es imprescindible para derrotar a ciertos jefes finales. Puede ser mejorado añadiéndole piezas.
- Transformación: Mónica puede transformarse en ciertos monstruos gracias a unas insignias que se pueden conseguir regalando a un tipo de monstruo su objeto favorito en cápsulas regalo, sirven para pasar desapercibidos ante enemigos del mismo tipo o para hablar con ellos, que en ciertos momentos es útil.

- Datos: Q1166163